# Skruvfregatt

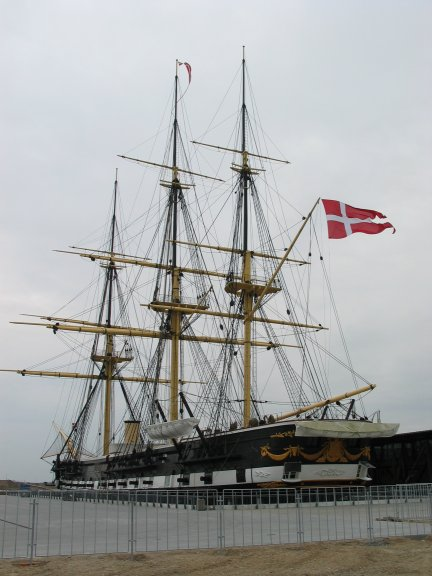
Fregatten Jylland.

En skruvfregatt var ett ångdrivet örlogsfartyg som använde skruvpropellrar för sin framdrivning.
Den första generationen av ångdrivna örlogsfartyg, som användes under 1800-talets första hälft, hade skovelhjul på båda sidor om fartygets mitt. Man övergick dock till att börja använda propellrar under 1850-talet eftersom de var mer effektiva. Fartygen bibehöll sina master och segel, delvis på grund av konservativa åsikter, men även för att man ville spara in på kol. Det sistnämnda vägde speciellt in i fråga om fregatter, som ofta arbetade ensamma, långt från hemmahamn.
Den enda bevarade skruvfregatten idag är det danska fartyget Jylland.